# Мурікі
Луїс Гільєрме да Консейсао Сілва (порт.-браз. Luiz Guilherme da Conceição Silva), більш відомий як Мурікі (порт. Muriqui, нар. 16 червня 1986, Мангаратіба) — бразильський футболіст, що грав на позиції нападника. Найкращий іноземний футболіст в Азії (2013).
Виступав, зокрема, за «Васко да Гаму» та «Атлетіко Мінейру», а також значну частину кар'єри провів в Азії, виступаючи за клуби Китаю, Японії та Катару, вигравши низку трофеїв, в тому числі Лігу чемпіонів АФК.

## Ігрова кар'єра

### Виступи у Бразилії
Народився 16 червня 1986 року в місті Мангаратіба. Вихованець футбольної школи клубу «Мадурейра». Дорослу футбольну кар'єру розпочав 2004 року в основній команді того ж клубу, в якій провів п'ять сезонів, взявши участь у 58 матчах чемпіонату. Також певний час грав на правах оренди у складі команд «Васко да Гама», «Пайсанду» (Белен), «Іраті» та «Аваї».
2008 року перейшов до клубу «Деспортіво Бразил». Перебуваючи у складі цього клубу, він також здавався в оренди до клубів «Віторія» (Салвадор), «Ітуано», «Аваї» та «Атлетіко Мінейру».

### «Гуанчжоу Евергранд»

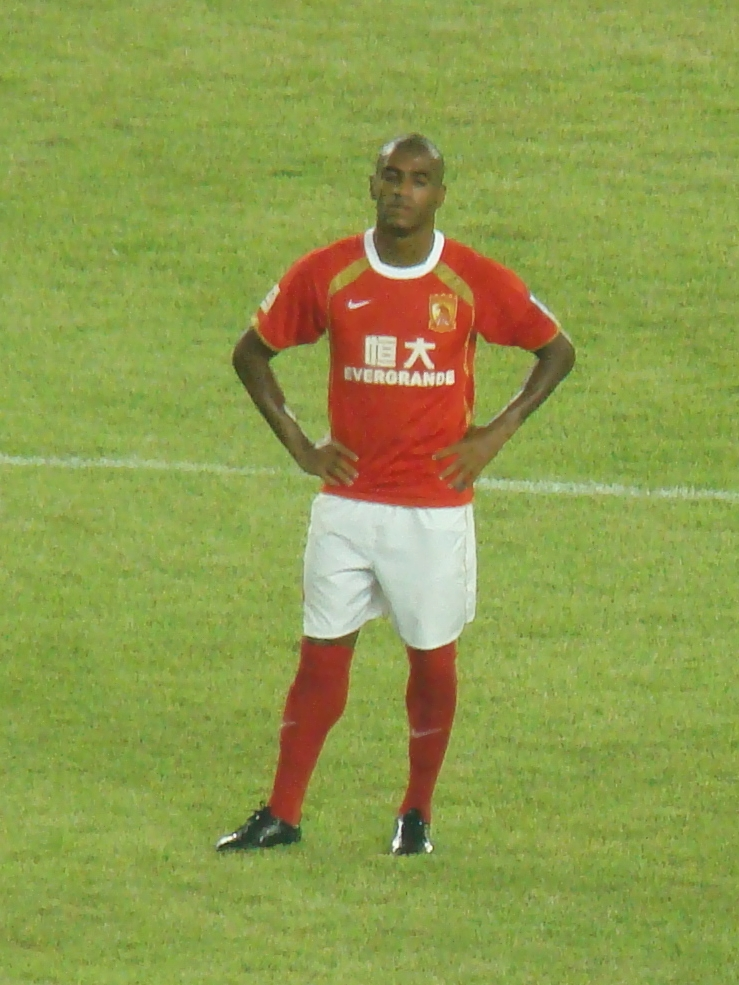
Мурікі під час виступів за «Гуанчжоу Евергранд». 2011 рік.

Своєю грою за останню команду привернув увагу представників тренерського штабу клубу китайського другого дивізіону «Гуанчжоу Евергранд», до складу якого приєднався 30 червня 2010 року, підписавши із гравцем чотирирічний контракт. На трансфер було витрачено рекордну для клубу суму в 3,5 млн доларів. У сезоні 2010 року Мурікі забив 13 голів у 14 матчах, коли «Гуанчжоу» посів перше місце в Першій лізі та повернувся у вищий дивізіон. Після цього у міжсезоння «Гуанчжоу» посилився кількома якісними легіонерами — так партнерами по нападу для Мурікі став аргентинець Даріо Конка та бразилець Клео. У сезоні 2011 року Мурікі забив 16 голів у 26 матчах і став найкращим бомбардиром Суперліги і допоміг клубу виграти чемпіонат Китаю вперше в історії. У грудні 2011 року КФА нагородила футболіста титулом «Гравець року».
На старті чемпіонату 2012 року Мурікі допоміг клубу завоювати Суперкубок Китаю, зігравши у матчі проти клубу «Тяньцзінь Теда» проходив 25 лютого. 7 березня у матчі Ліги чемпіонів Азії він забив гол у дебютному матчі групового етапу у грі проти чемпіона К-Ліги «Чонбук Хьонде Моторс» (5:1). За підсумками цього сезону команда з мінімальним відривом знову виграла чемпіонат, а також дійшла до чвертьфіналу Ліги чемпіонів. Крім того Мурікі зіграв у матчі-відповіді фіналу Кубка Китаю 2012 року, коли «Гуанчжоу» виграв свій перший титул Кубка Китаю, перемігши «Гуйчжоу Женьхе» із загальним рахунком 5:3.
У сезоні 2013 року клуб знову виграв чемпіонат, а також вперше у своїй історії став переможцем Ліги чемпіонів АФК. Мурікі став головним творцем успіху, забивши 13 голів у 12 іграх Ліги чемпіонів. Це також була найбільша кількість голів, коли-небудь забитих одним гравцем на одному турнірі Ліги чемпіонів АФК, побивши рекорд бразильського форварда Рікардо Олівейри в 12 голів у Лізі чемпіонів АФК 2012 року. В результаті Мурікі виграв нагороду найкращого бомбардира та найціннішого гравця змагання. Цей результат дозволив клубу зіграти на клубному чемпіонаті світу 2013 року, де Мурікі зіграв усі три матчі і забив гол у матчі за третє місце проти своєї колишньої команди «Атлетіко Мінейру» (2:3). Після завершення сезону 2013 року Мурікі пов'язували з командою катарським «Аль-Саддом» і саудівським «Аль-Шабабом», однак зрештою він вирішив залишитися в Гуанчжоу на сезон 2014 року. В результаті він провів у клубі ще пів року і загалом став найкращим бомбардиром в історії клубу, забивши 77 голів у 133 матчах.

### «Аль-Садд» та оренда у «Токіо»
10 липня 2014 року «Аль-Садд» оголосив, що офіційно підписав контракт із Мурікі. За даними китайського клубу, вартість трансферу становила до 8 мільйонів доларів США. 13 серпня 2014 року Мурікі офіційно дебютував за «Аль-Садд» на Кубку шейха Яссіма 2014 року і забив два голи в матчі, завдяки чому «Аль-Садд» переміг «Лехвію» з рахунком 3:2 і здобув трофей. Наступного року виграв з командою Кубок Еміра Катару, а у 2016 році грав на правах оренди за японське «Токіо».

### «Васко да Гама» і повернення до Китаю
У січні 2017 року Мурікі підписав півторарічний контракт із «Васко да Гамою». Не зумівши закріпитися в команді, він розірвав контракт із клубом за взаємною згодою сторін у липні 2017 року.
12 липня 2017 року Мурікі повернувся в «Гуанчжоу Евергранд» на правах вільного агента, підписавши піврічний контракт. Мурікі забив чотири голи у восьми матчах до кінця чемпіонату та виграв свій четвертий титул у Суперлізі Китаю в сезоні 2017 року. 9 листопада 2017 року Мурікі заявив, що не буде продовжувати свій контракт з клубом.
16 січня 2018 року Мурікі приєднався до новачка Китайської Першої ліги «Мейчжоу Мейсянь Течанд». Мурікі забив 16 голів у 20 матчах у сезоні 2018 року, після чого покинув клуб наприкінці сезону.
4 січня 2019 року Мурікі перейшов до іншої команди Першої ліги, «Шицзячжуан Евер Брайт». За сезон 2019 року забив 21 гол у 24 іграх чемпіонату і допоміг клубу вийти до Суперліги, де провів ще два роки.

### Завершення кар'єри
У січні 2022 року Мурікі повернувся в «Аваї», де провів один рік, після чого сезон грав за «Клуб Ремо». Завершив ігрову кар'єру у команді «Жоїнвіль», за яку виступав протягом 2024 року.

## Титули і досягнення

### Командні
- Переможець Ліги Баїяно (1):

«Віторія» (Салвадор): 2008
- Переможець Ліги Мінейро (1):

«Атлетіко Мінейру»: 2010
- Чемпіон Китаю (4):

«Гуанчжоу Фулі»: 2011, 2012, 2013, 2017
- Володар Кубка Китаю (1):

«Гуанчжоу Фулі»: 2012
- Володар Суперкубка Китаю (1):

«Гуанчжоу Фулі»: 2012
- Переможець Ліги чемпіонів АФК (1):

«Гуанчжоу Фулі»: 2013
- Володар Кубку шейха Яссіма (1):

«Аль-Садд»: 2014
- Володар Кубка Еміра Катару (1):

«Аль-Садд»: 2015

### Особисті
- Футболіст року в Китаї за версією КФА: 2011
- Найкращий бомбардир чемпіонату Китаю: 2011 (16 голів)
- Найкращий бомбардир Кубка Китаю: 2011 (4 голи)
- Включений до складу символічної збірної чемпіонату Китаю: 2013
- Футболіст року за версією АФК: 2013
- Найкращий бомбардир Ліги чемпіонів АФК: 2013 (13 голів)
- Найкращий гравець Ліги чемпіонів АФК: 2013